# Отто-Магнус фон Штакельберг
О́тто-Ма́гнус фон Шта́кельберг (нім. Otto Magnus von Stackelberg; 7 лютого 1736 — 7 листопада 1800) — російський державний діяч, барон, потім граф, дійсний таємний радник, дійсний камергер, дипломат, масон. Російський міністр (посол) в Речі Посполитій (1772—1790) і Швеції (1790-1793). Представник німецького роду Штакельбергів.

## Біографія
Походив зі стародавнього роду ліфляндських дворян. Його батько — Отто Магнус фон Штакельберг (*1704–†1765), російський державний службовець (Естонія), генерал-майор Гольштейнської гвардії. На дипломатичній ниві висунувся вперше, займаючи пост посланника при Іспанському дворі. У 1770 році отримав чин дійсного камергера.
У 1772 р. за порадою прусського короля Фрідріха II був відправлений російською імператрицею Катериною II як посланник і повноважний міністр до Польщі. У вересні того ж року Штакельберг разом з прусським уповноваженим Бенуа представив Варшавському урядові Декларацію трьох дворів (Російського, Прусського і Австрійського) про розподіл деяких земель Королівства Польського. У переговорах потім Штакельберг, будучи головним керівником, домігся визнання Декларації держав та затвердження до неї договору, одним з головних пунктів якого була установа «постійної ради» при королі, що викликало багато суперечок.
Своєю діяльністю в Варшаві Штакельберг викликав до себе ненависть польських патріотів, на чолі з коронним гетьманом Францішеком Браницьким і князем Адамом Чарторийським, котрі стали в опозицію до короля Станіслава-Августа, якого Штакельбергу вдалося привести в повну залежність від Росії. У той же час Штакельберг дипломатично сприяв зближенню Росії з Німецькою імперією, за що у 1775 р. цісар Йосиф II надав йому титул графа. У тому ж році Штакельберг брав участь у вирішенні важкого «дисидентського питання» і в укладанні торгового договору між Польщею та Пруссією. У першому випадку йому довелося боротися з австрійським уповноваженим бароном Ревицьким, котрий відкрито підтримував римо-католиків, у другому — з прусським посланником Бенуа, надмірні вимоги якого погрожували новими ускладненнями в польських справах. 23 червня 1775 р. Штакельберг був нагороджений орденом св. Олександра Невського.
Подальшої діяльності Штакельберга в Польщі, спрямованої до посилення там російського впливу і умиротворення поляків, багато перешкоджали неприхильність до нього князя Григорія Потьомкіна і інтриги гетьмана Браницького в Санкт-Петербурзі. Проте Штакельберг пробув в Польщі до 1790 р., коли був відкликаний до Санкт-Петербургу. Де йому вдалося повернути довіру імператриці до себе, яка давала Штакельбергу і згодом різні дипломатичні доручення — так, з кінця 1790 р. до 1793 р. він був посланником у Швеції.
Після смерті Катерини II в 1796 р. Штакельберг вийшов у відставку з чином дійсного таємного радника і помер у м. Дрездені. Серед інших нагород Штакельберг мав ордена св. Станіслава і Білого орла.
За відгуком графа Ф. Г. Головкіна, «Штакельберг був швидше малого, ніж великого зросту, швидше плечистий, ніж товстий, з головою, прикрашеною пишним волоссям і гордо піднятою догори. Будучи посланником у Варшаві, він привчив себе до цієї величної поставі, яка з тих пір стала для нього звичною і так суперечить гнучкості та запопадливості, що проявляється їм до людей, які користуються владою». За словами Ф. В. Ростопчина, в старості Штакельберг відрізнявся дивацтвами.

## Родина
Від шлюбу із вдовицею баронесою Софією-Гертрудою Тізенгаузен, уродженої Фітінгоф, мав трьох дітей:
- Єлизавета Оттоновна (1760—1837), замужем за Ернестом-Дідріхом фон Шепінгом (1749—1818), їх син О. Д. Шепінг.
- Отто Оттонович (пом. 1814), дипломат.
- Густав Оттонович (1766—1850), дипломат, масон, друг Кошелєва Родіона Олександровича.